# Kkondae
Kkondae, tương đương trong tiếng Việt là kính lão đắc thọ hoặc tôn sư trọng đạo, là một biểu hiện thường thấy ở Hàn Quốc để nói về việc tự hạ thấp bản thân và nghiêng mình (hoặc cúi đầu) kính cẩn và kính trọng người bề trên. Danh từ lóng kkondae ban đầu được giới học sinh và thanh thiếu niên sử dụng để chỉ đến những người lớn tuổi hơn mình, ví dụ như bố mẹ và thầy cô giáo. Tuy nhiên thời gian gần đây, cụm từ này cũng được dùng để chỉ đến người sếp trong cơ quan hoặc người lớn tuổi được gọi là kkondae-jil (cách dùng giống như kkondae trong tiếng Hàn), họ áp đặt tư duy cũ kỹ và cách nghĩ lỗi thời của người đi trước lên những người khác.

## Từ nguyên

### Cuối thế kỷ 20
Ban đầu, từ kkondae đơn giản là chỉ đến người già theo cách trần tục, thiếu tôn trọng. Trong suốt thời gian cuối thập niên 1960 khi sự nghiệp công nghiệp hóa và Tây phương hóa đang xoay chuyển toàn diện ở Hàn Quốc, thì cụm từ này bắt đầu chỉ đến cả giáo viên trong lớp. Giới học trò, vốn không thích môi trường học đường cổ hủ, lạc hậu, sẽ gạt bỏ những người thầy của mình ra khỏi thế hệ cũ như những thực thể đã lỗi thời. Kể từ đó, cụm từ kkondae trở thành từ lóng của giới học sinh.